# Стоматорины
Стоматорины (лат. Stomatorhinus) — род пресноводных лучепёрых рыб из семейства мормировых отряда араванообразных. Распространены в водоёмах тропической Африки.
Длина тела составляет от 5 до 11 см. Хвостовой стебель узкий, хвостовой плавник глубоко раздвоен. На языке и парасфеноиде имеются зубы. Спинной и анальный плавники расположены в задней части тела один напротив другого. Имеют крупный мозжечок.
Питаются мелкими беспозвоночными, обитающими в иле. Для ориентирования в пространстве, поисков корма и обнаружения хищников используют собственное электрическое поле, которое генерируется мышцами.

## Классификация
На октябрь 2018 года в род включают 13 видов:
- Stomatorhinus ater Pellegrin 1924
- Stomatorhinus corneti Boulenger 1899
- Stomatorhinus fuliginosus Poll 1941
- Stomatorhinus humilior Boulenger 1899
- Stomatorhinus ivindoensis Sullivan & Hopkins 2005
- Stomatorhinus kununguensis Poll 1945
- Stomatorhinus microps Boulenger 1898
- Stomatorhinus patrizii Vinciguerra 1928
- Stomatorhinus polli Matthes 1964
- Stomatorhinus polylepis Boulenger 1899
- Stomatorhinus puncticulatus Boulenger 1899
- Stomatorhinus schoutedeni Poll 1945
- Stomatorhinus walkeri (Günther 1867)